# 21016 Міядзавасейроку
21016 Міядзавасейроку (21016 Miyazawaseiroku) — астероїд головного поясу, відкритий 2 листопада 1988 року.
Тіссеранів параметр щодо Юпітера — 3,452.